# Аріана ДеБоз
Аріана ДеБоз (англ. Ariana DeBose МФА: [ˌɑːriˈɑːnə dəˈboʊz] (Аріана ДеБоуз); нар. 25 січня 1991) — американська театральна актриса і кіноакторка та квір-активістка. За свої ролі отримала різні нагороди, включно з премією «Оскар», премією Британської кіноакадемії та «Золотим глобусом», а також номінована на премію «Тоні» та праймтайм премією «Еммі». У 2022 році журнал «Time» назвав її однією зі 100 найвпливовіших людей світу.
У 2009 році ДеБоз була учасницею шостого сезону американського танцювального реаліті-шоу «So You Think You Can Dance», в якому вона була обрана серед 20 найкращих учасників. У 2001 році дебютувала на Бродвеї у виставі «Bring It On: The Musical» та продовжила свою роботу на Бродвеї, виконавши ролі в «Motown: The Musical» (2013) і «Піпіні» (2014). З 2015 по 2016 рік вона була однією з оригінальних учасниць акторського ансамблю в мюзиклі «Гамільтон» Ліна-Мануеля Міранди, а також з'явилася в ролі Джейн у «A Bronx Tale» (2016—2017). У 2018 році була номінована на премію «Тоні» за найкращу жіночу роль у мюзиклі за виконання ролі Донни Саммер у виставі «Summer: The Donna Summer Musical». Також була ведучою церемонії вручення премії «Тоні» у 2022 та 2023 роках.
ДеБоз знялася в музичній комедії «Зустріч випускників» (Netflix, 2020) і музично-комедійному серіалі «Schmigadoon!» (Apple TV+, 2021—2023 рр.). Завдяки ролі Аніти в музичному фільмі Стівена Спілберга «Вестсайдська історія» (2021) вона отримала широке визнання, нагороджена премією «Оскар» за найкращу жіночу роль другого плану. Згодом озвучила головну роль у мультфільмі Disney «Бажання» (2023).

## Раннє життя
Народилася 25 січня 1991 року у Вілмінгтоні, штат Північна Кароліна. Її мати, Джина ДеБоз, — учителька у школі. ДеБоз навчалася танців у танцювальному комплексі CC & Co. у місті Ролі. За словами ДеБоз, її батько — пуерториканець, а мати — біла. Вона також має афроамериканське та італійське походження.

## Кар'єра

### Ранні роботи та ролі на Бродвеї (2009—2016)
ДеБоз дебютувала на телебаченні у 2009 році, коли брала участь у телевізійному реаліті-шоу «So You Think You Can Dance», увійшовши до 20 найкращих танцівниць. Пізніше вона з'явилася в мильній опері «One Life to Live» і зіграла Інес у Театрі Північної Кароліни в мюзиклі «Hairspray», наступною роллю стала Наутіка в постановці Театру «Альянс» (місто Атланта) «Bring It On: The Musical» 2011 року. Вона також з'явилася в акторському ансамблі Нью-Йоркської філармонії мюзиклу «Company», знятому для телебачення. Наприкінці 2011 року «Bring It On» вирушили в національний тур по США. ДеБоз продовжила свою роль у бродвейській постановці 2012 року та вивчила роль Даніель.
У 2013 році ДеБоз зіграла Мері Вілсон у «Motown: The Musical» на Бродвеї, замінивши в цій ролі Даяну Росс. Пізніше вона приєдналася до акторського складу «Піпіна» на Бродвеї, вивчаючи роль провідного гравця, яку вона зрештою перейняла на короткий період у 2014 році. Її можна почути як режисера /хореограф Зої Тейлор в «As the Curtain Rises», оригінальному подкасті бродвейської мильної опери від Broadway Podcast Network.
У 2015 році ДеБоз залишила «Піпіна», щоб приєднатися до ансамблю небродвейського мюзиклу «Гамільтон». Пізніше того ж року шоу перенесли на Бродвей. Вона залишила «Гамільтон» у липні 2016 року та з'явилася в гостьовій ролі Софії Ортіс в серіалі «Блакитна кров». Вона також знялася в ролі Дафни в трилері «Seaside». З листопада 2016 року по серпень 2017 року ДеБоз грала роль Джейн в «A Bronx Tale» на Бродвеї.

### Прорив (2017—2022)
Наприкінці 2017 року ДеБоз була обрана на роль, яка стала для неї проривом, вона зіграла Диско Донну в «Summer: The Donna Summer Musical» у La Jolla Playhouse (Сан-Дієго). Вона повторила цю роль у бродвейській виставі, яка відкрилася у квітні 2018 року. Попри неоднозначні відгуки, вона була номінована на премію «Тоні» 2018 року в категорії «Найкраща акторка мюзиклу». Того ж року вона зіграла головну роль у фільмі «Seaside» Сема Залуцького.
ДеБоз зіграла Аліссу Грін в екранізації «The Prom» режисера Раяна Мерфі, де вона грала роль Джо Еллен Пеллман — Емму Нолан. У березні 2021 року випустила танцювальне поп відео «Shall We Dance» дуету Річарда Роджерса і Оскара Гаммерстайна для альбому «R&H Goes Pop», спродюсованого Джастіном Голднером і аранжованого Бенджаміном Раухалою. У 2021 році ДеБоз зіграла школярку Емму Тейт у 1-му сезоні пародійного музично-комедійного серіалу «Schmigadoon!» на Apple TV+. У 2-му сезоні «Schmigadoon!» у 2023 році зіграла роль Ведучої.
Попри те, що вона не бачила себе в цій ролі та відмовлялася проходити прослуховування, ДеБоз зіграла Аніту в екранізації мюзиклу «Вестсайдська історія» режисера Стівена Спілберга 2021 року. Фільм вийшов у грудні 2021 року та отримав схвальні відгуки критиків. ДеБоз привернула критичну увагу за своє виконання ролі Аніти, а Керін Джеймс з BBC високо оцінила її гру, заявивши: «Аніта, у багатошаровій, динамічній виставі Аріани ДеБоз, є центром уваги, обертається її спідниця та танці під латинські ритми, якими насичений фільм». Девід Фір із Rolling Stone писав: «ДеБоз… сильна претендентка на звання найціннішого гравця тут, чия енергія — у її співі, танцях, її читанні рядків, її погляді збоку — могла б забезпечити живлення столичного кварталу». Вона також отримала численні нагороди, включно з премією «Золотий глобус», премією BAFTA, премією «Вибір кінокритиків» і премією Гільдії кіноакторів, що зробило її першою афро-латиноамериканською та кольоровою квір-жінкою, яка виграла останню нагороду, і премію «Оскар» за найкращу жіночу роль другого плану.
Після успіху «Вестсайдської історії» було оголошено, що ДеБоз проведе 75-ту церемонію вручення премії «Тоні». ДеБоз назвала можливість вести «момент зі списку відер», про який «я не знав, що у мене є». Вона отримала загалом позитивні відгуки про шоу та була номінована на премію Primetime Emmy Award за видатне естрадне шоу (наживо). Вона також неодноразово з'являлася в четвертому сезоні науково-фантастичного серіалу HBO «Край „Дикий Захід“».

### 2023— дотепер
ДеБоз стала вірусною у твіттері після виступу на 76-й церемонії вручення кінонагород Британської кіноакадемії, де вона відзначила жінок-номінанток оригінальним реп-фрістайлом. Попри те, що Variety описав її як «трохи запихану в деякі моменти» і що слова «здавалися незграбними», продюсер шоу Нік Буллен захистив виконання, стверджуючи, що воно було добре сприйняте глядачами в прямому ефірі та що критика була «неймовірно несправедливою», і йому це «дуже сподобалося». Реп став вірусним із рядками на кшталт «Анджела Бассетт зробила це», які стали мемами попкультура. ДеБоз згодом виконала реп на концерті. ДеБоз озвучила головну героїню Ашу в анімаційному фільмі Disney «Бажання» 2023 року. Вона зіграла головну роль у науково-фантастичному трилері «I.S.S.» («МКС») і роль другого плану у шпигунському фільмі «Арґайл» (обидва 2024).
Наступного разу ДеБоз з'явиться у фільмі про супергероїв «Крейвен-мисливець» режисера Джей Сі Чандора та у «With Love».

## Особисте життя
ДеБоз є квіром і розповіла про це своїм бабусям і дідусям у 2015 році.
У грудні 2020 року ДеБоз і Джо Еллен Пеллман запустили ініціативу Unruly Hearts Initiative. Ініціатива була створена, щоб допомогти молодим людям зв'язатися з організаціями та благодійними організаціями, які захищають ЛГБТК+ спільноту.
ДеБоз має стосунки з художницею по костюмах і викладачкою Сью Макку. Пара познайомилася під час роботи над «Summer: The Donna Summer Musical» у 2017 році. Раніше ДеБоз мала романтичні стосунки з майстринею театрального реквізиту Джилл Джонсон. Пара познайомилася під час роботи над «Motown: The Musical».

## Фільмографія

### Кінофільми
| Год  | Назва                 | Оригінальна назва  | Роль                 | Примітки                |
| ---- | --------------------- | ------------------ | -------------------- | ----------------------- |
| 2011 | Компанія              | Company            | трупа                |                         |
| 2020 | Гамільтон             | Hamilton           | трупа / куля / Марта |                         |
| 2020 | «Зустріч випускників» | The Prom           | Алісса Грін          |                         |
| 2021 | Вестсайдська історія  | West Side Story    | Аніта                |                         |
| 2023 | Одного разу на студії | Once Upon a Studio | Аша                  | голос; короткометражний |
| 2023 | МКС                   | I.S.S.             | Кіра Фостер          |                         |
| 2023 | Бажання               | Wish               | Аша                  | голос                   |
| 2024 | Арґайл                | Argylle            | Кейра                |                         |
| 2024 | Крейвен-мисливець     | Kraven the Hunter  | Каліпсо              |                         |
| 2025 | Любов зла             | Love Hurts         | Роуз Карлайл         |                         |
|      |                       | House of Spoils    |                      | постпродакшн            |

### Телебачення
| Год       | Назва                             | Оригінальна назва              | Роль             | Примітки                         |
| --------- | --------------------------------- | ------------------------------ | ---------------- | -------------------------------- |
| 2009      |                                   | So You Think You Can Dance     | у ролі себе      | Season 6; Contestant             |
| 2016      | Блакитна кров                     | Blue Bloods                    | Софія Ортіс      | Епізод «The Road to Hell»        |
| 2016      |                                   | Hamilton's America             | у ролі себе      | TV documentary                   |
| 2021-2023 |                                   | Schmigadoon!                   | Емма Тейт / Емсі | Main role, 9 episodes            |
| 2022      | Суботнього вечора в прямому ефірі | Saturday Night Live            | у ролі себе      | Епізод «Ariana DeBose/Bleachers» |
| 2022      |                                   | Human Resources                | Даніель (голос)  | Епізод «Rutgers is for Lovers»   |
| 2022      |                                   | 75th Tony Awards               | ведуча           | TV special                       |
| 2022      | Край «Дикий Захід»                | Westworld                      | Мая              | Recurring role, 5 episodes       |
| 2022      |                                   | Bubble Guppies                 | Лулу (голос)     | Епізод «A Big Splash!»           |
| 2023      |                                   | 76th Tony Awards               | ведуча           |                                  |
| 2024      |                                   | 77th Tony Awards               | ведуча           |                                  |
| 2024      |                                   | Fraggle Rock: Back to the Rock | Меццо (голос)    | Епізод «The Great Wind»          |

### Театр
| Рік  | Назва     | Оригінальна назва                | Роль          | Театр                                                       |
| ---- | --------- | -------------------------------- | ------------- | ----------------------------------------------------------- |
| 2011 |           | Hairspray                        | Маленька Інес | North Carolina Theatre                                      |
| 2011 |           | Bring It On                      | Наутіка       | Alliance Theatre, Атланта                                   |
| 2011 |           | Company                          | Різні ролі    | Avery Fisher Hall, Нью-Йорк                                 |
| 2011 |           | Bring It On                      | Наутіка       | National Tour                                               |
| 2012 |           | Bring It On                      | Наутіка       | St. James Theatre, Бродвей                                  |
| 2013 |           | Motown: The Musical              | Різні ролі    | Lunt-Fontanne Theatre, Бродвей                              |
| 2014 | Піпін     | Pippin                           | Головна роль  | Music Box Theatre, Бродвей                                  |
| 2015 |           | Hamilton                         | Різні ролі    | The Public Theater, оф-Бродвей                              |
| 2015 | Знедолені | Les Misérables                   | Епоніна       | Connecticut Repertory Theatre                               |
| 2015 | Гамільтон | Hamilton                         | Різні ролі    | Richard Rodgers Theatre, Бродвей                            |
| 2016 |           | A Bronx Tale                     | Джейн         | Longacre Theatre, Бродвей                                   |
| 2017 |           | Summer: The Donna Summer Musical | Діско Донна   | La Jolla Playhouse, Сан-Дієго                               |
| 2018 |           | Summer: The Donna Summer Musical | Діско Донна   | Lunt-Fontanne Theatre, Бродвей                              |
| 2023 |           | Ariana DeBose In Concert         | У ролі себе   | London Palladium, Велика Британія; Lincoln Center, Нью-Йорк |